# Ted Markland
Ted Markland (* 15. Januar 1933; † 18. Dezember 2011 in Yucca Valley, Kalifornien) war ein US-amerikanischer Schauspieler.

## Leben
Markland wurde als Sohn eines konservativ eingestellten katholischen Colonels der US Army geboren. Er wuchs an verschiedenen Orten in den Vereinigten Staaten auf. Er studierte Schauspiel (Drama) am Los Angeles City College (LACC). Zu seinen künstlerischen Mentoren gehörte der Schauspieler Richard Boone.
Als Theaterschauspieler spielte Markland bei verschiedenen Sommertheater-Aufführungen in Santa Fé, New Mexico; er trat insgesamt in über 30 Bühnenrollen auf. Seit Ende der 1950er Jahre arbeitete Markland als Schauspieler zunächst für das Fernsehen; später kamen auch Rollen in Kinofilmen hinzu.
Sein Fernsehdebüt gab er 1958 in der US-Fernsehserie The Rough Riders; es folgten 1959/1960 zwei Episodenrollen in der Western-Serie Have Gun – Will Travel; mit Richard Boone in der Hauptrolle. Markland arbeitete Markland parallel an seiner Karriere als Stand-up-Comedian. Er trat in verschiedenen Nachtclubs auf, unter anderem im Blue Angel in New York City, im Purple Onion in San Francisco und im Troubadour in Los Angeles. Der legendäre Komiker Lenny Bruce war in dieser Zeit sein Manager. Bei einem seiner Auftritte im Troubadour wurde Markland von dem Fernsehproduzenten David Dortort entdeckt. Dortort verpflichtete ihn für die Western-Serie High Chaparral. Markland spielte in der Serie von 1967 bis 1969 die Rolle des Rancharbeiters und Helfers Reno. Diese Rolle gilt als Marklands bekannteste Rolle.
Markland hatte außerdem zahlreiche Episodenrollen und Gastrollen in verschiedenen US-amerikanischen Fernsehserien, unter anderem in den Fernsehserien Highway Patrol (1958), Mike Hammer (1959), Outlaws (1961), Bonanza (1966), Logan’s Run (1977), Drei Engel für Charlie (1977), Detektiv Rockford – Anruf genügt (1978), Hawaii Fünf-Null (1978), Dallas (1979), Cagney & Lacey (1982), Father Murphy (1982), Knight Rider (1982), Polizeirevier Hill Street (1983), Das A-Team (1983), Simon & Simon (mehrfach 1983–1987).
California Clan (1988), Hunter (1991), Mord ist ihr Hobby (1991), Renegade – Gnadenlose Jagd (1994) und Baywatch – Die Rettungsschwimmer von Malibu (1994).
Seit Mitte der 1960er Jahre war Markland auch regelmäßig im Kino zu sehen. Markland war der klassische Nebendarsteller; gewöhnlich wurde er als Schurke, Bösewicht oder sonstigen brutalen, unsympathischen Rollen eingesetzt. Erste kleine Kinorollen hatte er als Matrose in dem Spielfilm Ein charmanter Hochstapler (1961) und als Leiter der Musikkapelle (Bandmaster) in der Westernkomödie Vierzig Wagen westwärts (1965).
Weitere Kinorollen hatte er als Bösewicht Luke in dem Independent-Western Der weiße Ritt (1971, Regie: Peter Fonda), als Kavallerist (Trooper) in dem Western Keine Gnade für Ulzana (1972), als Patient Hap Arlich in dem Filmdrama Einer flog über das Kuckucksnest (1975), als Killer Strap Pangburn in dem Western Wanda Nevada (1979), als gewalttätiger Rocker Malcolm Price in der Action-Komödie Und wieder 48 Stunden (1990; an der Seite von Eddie Murphy und Nick Nolte), als Saloon-Besitzer Tommy Drum in dem Spät-Western Wild Bill (1995), als Hilfssheriff Bob in dem Action-Film Last Man Standing (1996) und als Barkeeper in dem Thriller Switchback – Gnadenlose Flucht (1997).

## Privates
Markland war verheiratet. Seine Eheschließung fand am Set während der Dreharbeiten zu dem Film Einer flog über das Kuckucksnest statt; Jack Nicholson war sein Trauzeuge. Aus der Ehe ging ein Sohn, Erin, hervor. Zu Marklands Hobbys gehörten die Beschäftigung mit der Kultur der Navajo, der Spiritualität der Tibeter, Meditation (unter anderem im Joshua Tree National Monument-Nationalpark), Studien über Fliegende Untertassen, Bergwandern, Komponieren sowie das Schreiben von Drehbüchern. Er arbeitete auch an einer Biografie über Lenny Bruce.

## Filmografie (Auswahl)
- 1958: The Rough Riders (Fernsehserie, 1 Folge)
- 1959: Highway Patrol (Fernsehserie, 1 Folge)
- 1959: Buckskin (Fernsehserie, 1 Folge)
- 1959: Mike Hammer (Fernsehserie, 1 Folge)
- 1959; 1960: Have Gun – Will Travel (Fernsehserie, 2 Folgen)
- 1961: Ein charmanter Hochstapler (The Great Impostor)
- 1961: Outlaws (Fernsehserie, 1 Folge)
- 1966: Bonanza (Fernsehserie, 1 Folge)
- 1967: Invasion von der Wega (Fernsehserie, 1 Folge)
- 1967–1969: High Chaparral (Fernsehserie)
- 1971: Der weiße Ritt (The Hired Hand)
- 1971: The Last Movie
- 1972: Keine Gnade für Ulzana (Ulzana’s Raid)
- 1972: Hydra verschollen in Galaxis 4 (Doomsday Machine)
- 1975: Einer flog über das Kuckucksnest (One Flew Over The Cuckoo’s Nest)
- 1977: Logan’s Run (Fernsehserie, 1 Folge)
- 1977: Drei Engel für Charlie (Fernsehserie, 1 Folge)
- 1978: Detektiv Rockford – Anruf genügt (Fernsehserie, 1 Folge)
- 1978: Hawaii Fünf-Null (Fernsehserie, 1 Folge)
- 1979: Dallas (Fernsehserie, 1 Folge)
- 1979: Wanda Nevada (Wanda Nevada)
- 1982: Cagney & Lacey (Fernsehserie, 1 Folge)
- 1982: Father Murphy (Fernsehserie, 4 Folgen)
- 1982: Knight Rider (Fernsehserie, 1 Folge)
- 1983: Polizeirevier Hill Street (Fernsehserie, 1 Folge)
- 1983: Das A-Team (Fernsehserie, 1 Folge)
- 1983–1987: Simon & Simon (Fernsehserie, 3 Folgen)
- 1988: California Clan (Fernsehserie, 1 Folge)
- 1990: Und wieder 48 Stunden (Another 48 Hrs.)
- 1991: Hunter (Fernsehserie, 1 Folge)
- 1991: Mord ist ihr Hobby (Fernsehserie, 1 Folge)
- 1993: American Kickboxer II
- 1994: The Outsider
- 1994: Renegade – Gnadenlose Jagd (Fernsehserie, 1 Folge)
- 1994: Baywatch – Die Rettungsschwimmer von Malibu (Fernsehserie, 1 Folge)
- 1995: Wild Bill
- 1996: Last Man Standing (Last Man Standing)
- 1997: Switchback – Gnadenlose Flucht (Switchback)
- 2006: Cyxork 7
- 2007: The Benvenuti Family (Fernsehfilm)